# 粤里白
粤里白（学名：Hicriopteris cantonensis）为里白科里白属下的一个种。